# Amerikai Államok Szervezete
Az Amerikai Államok Szervezete (angolul: Organization of American States; spanyolul: Organización de los Estados Americanos; portugálul: Organização dos Estados Americanos; franciául: Organisation des États Américains), az amerikai államok regionális nemzetközi szervezete.
Hivatalos rövidítése: OAS vagy OEA (magyarul néha AÁSZ).

## Története
Az amerikai államok együttműködése az 1820-as évekig nyúlik vissza. Simón Bolívar kezdeményezésére elsőként a gyarmati sorból éppen felszabaduló, közép- és dél-amerikai államok szövetkeztek (La Plata-menti Egyesült Tartományok). 1826-ban hívták össze az első összamerikainak nevezett kongresszust Panamában (Nagy-Kolumbia, Mexikó, Peru és az akkor még egy államnak számító Közép-Amerika részvételével). Az országok kötelékei hamar lazulni kezdtek, földrész-dimenzióban csak Bolívar gondolkodott.
1890-ben Washingtonban 18 állam részvételével megalapították az Amerikai Köztársaságok Kereskedelmi Irodáját és az Amerikai Köztársaságok Unióját. A két szervezet elsődleges célja a tagok kereskedelmi kapcsolatainak bővítése és a viták békés rendezése. A kezdeti főként gazdasági – kereskedelmi tevékenységre építő szervezetek az 1933-as montevideo-i konferencia után a jószomszédi politika elvét is felvették céljaik közé.
A második világháború után, 1947-ben Rio de Janeiróban elfogadták az amerikai államok kollektív biztonsági rendszerének tervezetét. 1948 áprilisában pedig Bogotában elfogadták az Amerikai Államok Szervezetének alapokmányát.
Fontos megjegyezni, hogy az Amerikai Egyesült Államok a II. világháború után az európai újjáépítést, illetve az európai integráció előmozdítását sokkal fontosabbnak tartotta, mint az amerikai államok együttműködését. Így az Európai Közösségekhez képest meglehetősen lassan halad az amerikai államok együttműködésének elmélyítése.

## Célok, feladatok
Az Alapokmány első fejezete sorolja fel a szervezet legfontosabb céljait:
- az amerikai kontinens békéjének és biztonságának megerősítése
- a képviseleti demokrácia erősítése, egymás belügyeibe való beavatkozás nélkül
- megoldások keresése a felmerülő közös politikai, gazdasági kihívásokra
- viták békés rendezése
- gazdasági, szociális és kulturális fejlődés elősegítése
- a demokratikus fejlődést gátló szegénység felszámolása
- a hagyományos fegyverek hatékony korlátozása

Ezeken felül az 1994-ben, Miamiban tartott csúcstalálkozó célul tűzte ki egy egész kontinensre kiterjedő szabadkereskedelmi-övezet létrehozását, illetve a korrupció és a kábítószer-kereskedelem elleni harcot.

## Tagállamok
Alapítók:
| - Argentína - Bolívia - Brazília - Chile - Kolumbia - Costa Rica - Kuba1 |  | - Dominikai Köztársaság - Ecuador - Salvador - Guatemala - Haiti - Honduras2 - Mexikó |  | - Nicaragua - Panama - Paraguay - Peru - USA - Uruguay - Venezuela |

További tagok (és belépésük dátuma)
- Barbados (1967)

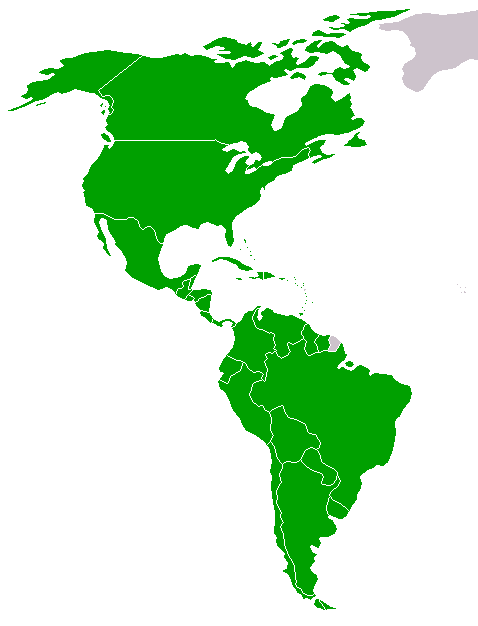
Az Amerikai Államok Szervezetének tagjai

- Trinidad és Tobago (1967)

- Jamaica (1969)

- Grenada (1975)

- Suriname (1977)

- Dominikai Közösség (1979)

- Saint Lucia (1979)

- Antigua és Barbuda (1981)

- Saint Vincent és a Grenadine-szigetek (1981)

- Bahama-szigetek (1982)

- Saint Kitts és Nevis (1984)

- Kanada (1990)

- Belize (1991)

- Guyana (1991)

### Különbségek az Amerikai Államok Szervezete és az amerikai kontinens között
Amerika összes független országa a tagja, de a független országok nem teszik ki az amerikai kontinens egészét.  Francia Guyana, mely Franciaország tengerentúli megyéje, nem tagja az Amerikai Államok Szervezetének, ahogy a  Dániához tartozó  Grönland autonóm közösség sem.

## Szervek és intézmények
1. Közgyűlés (General Assembly): Évente ülésezik, és általában mindig más tagállamban. 1967 előtt Amerikaközi Értekezlet néven működött.
2. Külügyminiszterek Tanácskozó Találkozója, vagy más fordításban Külügyminiszterek Tanácskozó Gyűlése (Meeting of Consultation of Ministers of Foreign Affairs): Az OAS döntéshozó szerve, minden tagállam kérheti az összehívását. Mellette működő segédszerv a Védelmi Tanácsadó Bizottság.
3. Amerikaközi Gazdasági és Szociális Tanács
4. Amerikaközi nevelésügyi, Tudományos és Kulturális Tanács
5. Amerikaközi Jogi Bizottság
6. Emberi Jogok Amerikaközi Bírósága
7. Állandó Tanács
8. Főtitkárság
Felépítése az ENSZ mintáját követi, és az Amerikai Államok Szervezetéhez is kapcsolható – az ENSZ szakosított szerveit követve – jópár  speciális hatáskörű szervezet, mint például az Amerikaközi Indián Ügyek Intézete (Székhelye: Mexikóváros)vagy a Pánamerikai Egészségügy Intézet (Székhelye: Washington).